# Puppet Strings (Fuel)
Puppet Strings è il quinto album in studio del gruppo musicale statunitense Fuel, pubblicato il 4 marzo 2014.

## Tracce
1. Yeah! – 3:13
2. Soul to Preach To – 4:34
3. Hey, Mama – 3:39
4. Time For Me to Stop – 3:48
5. Wander – 5:42
6. Cold Summer – 3:56
7. I Can See the Sun – 4:10
8. Puppet Strings (feat. Robby Krieger) – 4:03
9. Headache – 3:16
10. What We Can Never Have – 4:49